# فیزو ۶۹۸۷۰
سیارک ۶۹۸۷۰ (به انگلیسی: 69870 Fizeau، نامگذاری:1998SM64) شصت و نه هزار و هشتصد و هفتادمین سیارک کشف شده‌است که در ۲۰ سپتامبر ۱۹۹۸ کشف شد.